# Salvinia sprengelii
Salvinia sprengelii là một loài dương xỉ trong họ Salviniaceae. Loài này được Corda mô tả khoa học đầu tiên năm 1829.
Danh pháp khoa học của loài này chưa được làm sáng tỏ. 